# 和名倉山
和名倉山（わなくらやま）は埼玉県秩父市にある標高2,036mの山で、奥秩父の山の一つ。別名白石山（しろいしやま）。国土地理院の地形図には白石山とあるが、甲州側の呼び名であり和名倉山が古くからの秩父側の呼称である。日本二百名山に選定されている。

## 概要
四方に谷を刻んだ巨大な山体が特徴的である。かつては奥秩父の秘峰としてその原生林の美しさが讃えられたが、戦前に山林の権利が大滝村（現秩父市の一部）に移ったあと、1950～60年代の森林伐採と山火事で山域の荒廃が進んだ。かつて美林を誇ったコメツガの原生林は、大滝村の皆伐と伐採事業に伴う火災によりほぼその全てが失われており、尾根筋の大半は平凡な唐松の植林とスズタケの密藪に覆われている。辛うじて伐採を免れた県境付近では、石楠花の群落が見られる。

## 登山
登山について、かつては、登山道（ルート）がはっきりせず、暗い樹林帯が多い難路で、山中でテント泊する準備が出来、薮こぎに耐える覚悟と体力を持ち、地図と磁石で針路を決められる技術を持つ者以外には危険な“秘峰”とみられていたが、最近は登山道の整備が次第に進んできた。現在では、一般ルートを取る限り、テント泊も必要でなく、とくに難しい山ではない。
一般ルートは、山梨県側からとりつき、将監峠からの往復である。将監小屋から山頂往復でおよそ8～9時間かかる。アップダウンの多い登山道である。山頂からの展望は一切ない。
埼玉県側からは、秩父湖からの二瀬尾根、川又からのヒルメシ尾根、雲取林道からの仙波尾根ならびに仁田小屋尾根ルートが存在する。しかし、いずれも積極的に一般登山道として整備されていない難路であり、登山経験者以外、安易に踏み込むべきでない。過去に山岳遭難の死亡事故も起こっており、自己責任での行動が求められる。
とはいえ最近は、埼玉県側のルートをとる登山者が増えている。二瀬尾根ルートなどでは踏跡がかなり明確になり、一部で笹薮が刈り払われ赤テープや道標も設けられるようになってきた。仁田小屋ルートの下部、雲取林道の一般車が入れる終点である鮫沢橋から約5kmの大洞橋から仁田小屋の頭(1555m)までは、埼玉県のNPO・百年の森づくりの会によって作業道が整備され、一般登山者でも通行できる状態となっている。しかし山頂までは、笹薮に覆われて踏跡が不明瞭な部分もある。いずれのルートを取るにせよ、ルートファインディングの経験を要し、地形図やGPSなどが必携である。

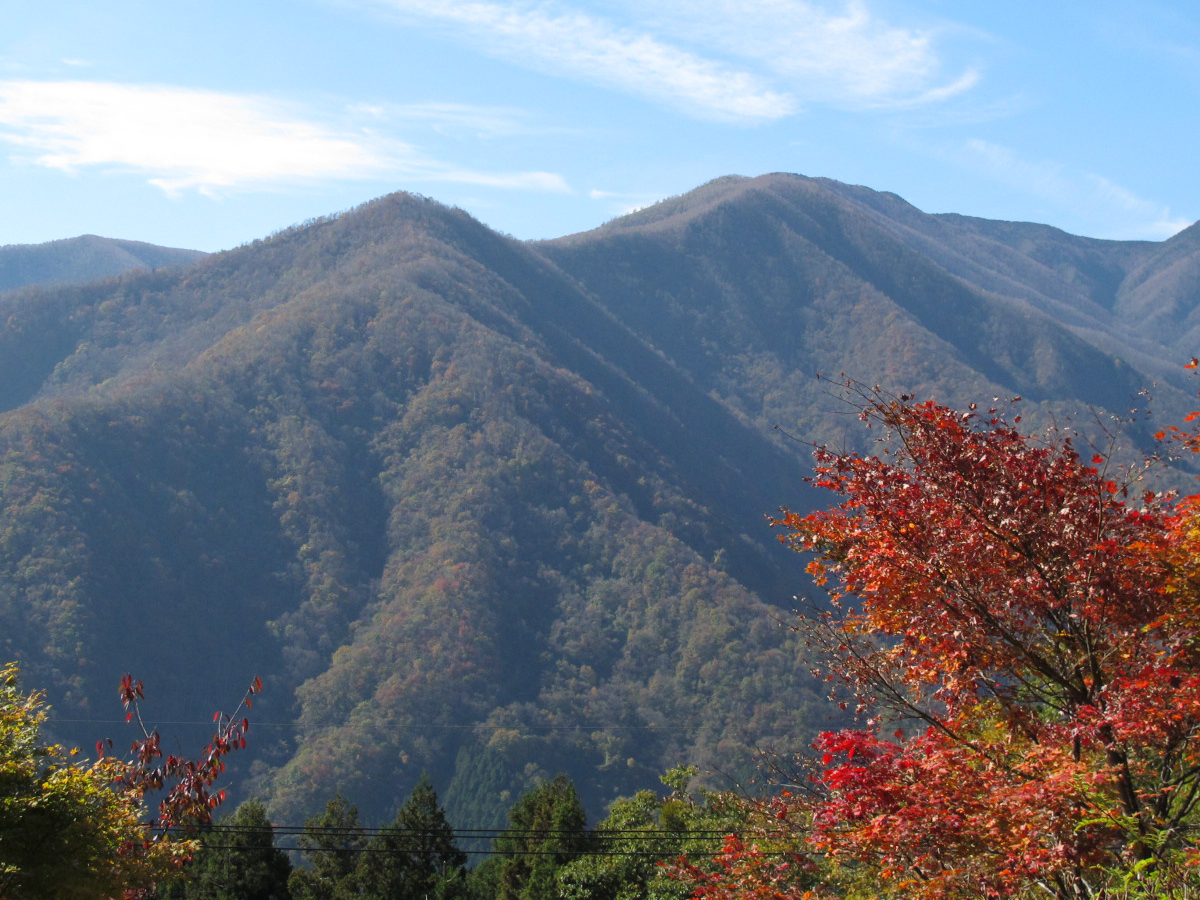
北東にある三峯神社から望む和名倉山。右奥が山頂。
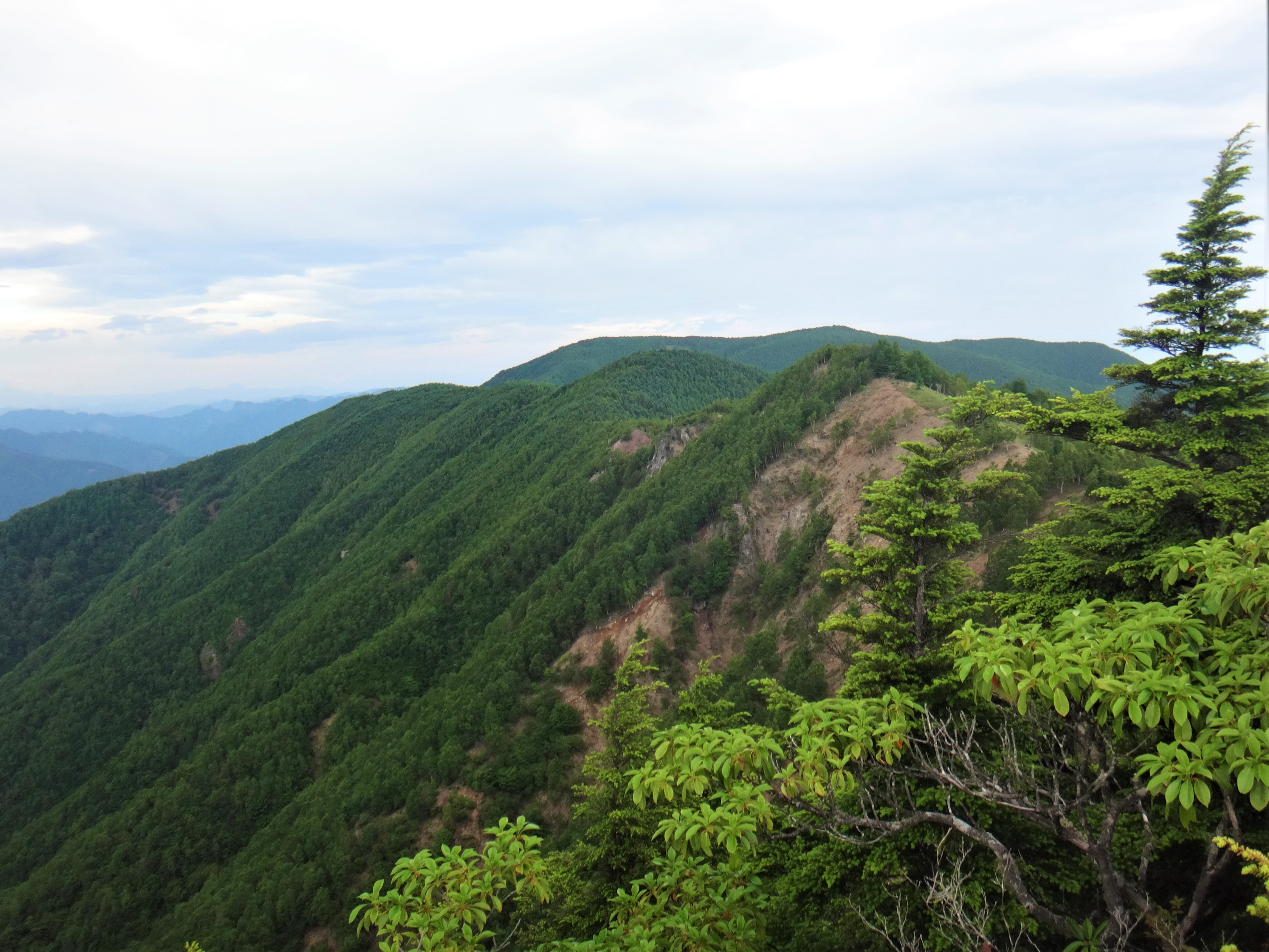
西仙波と東仙波の間から和名倉山を望む
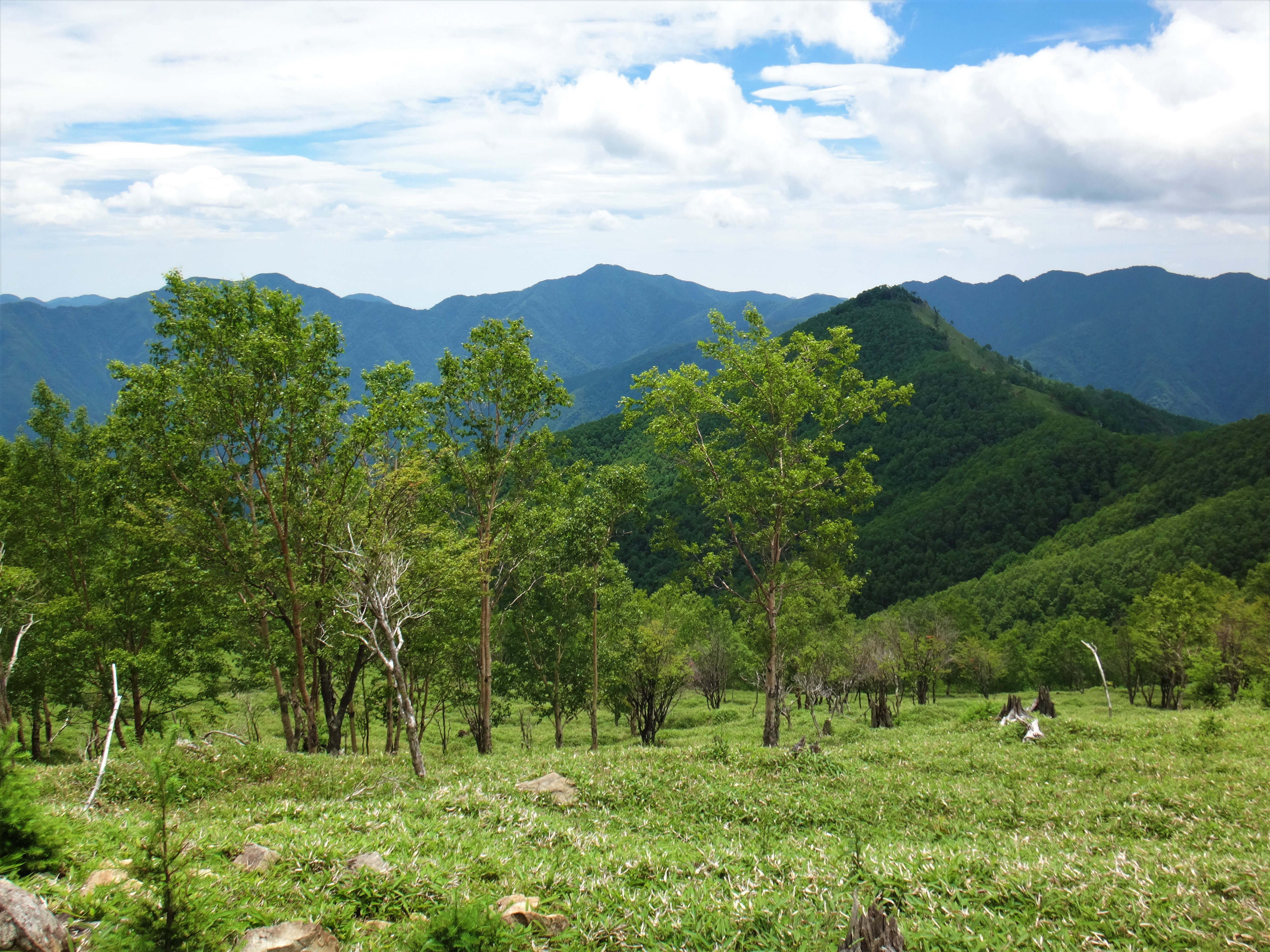
東仙波付近からカバアノ頭を望む
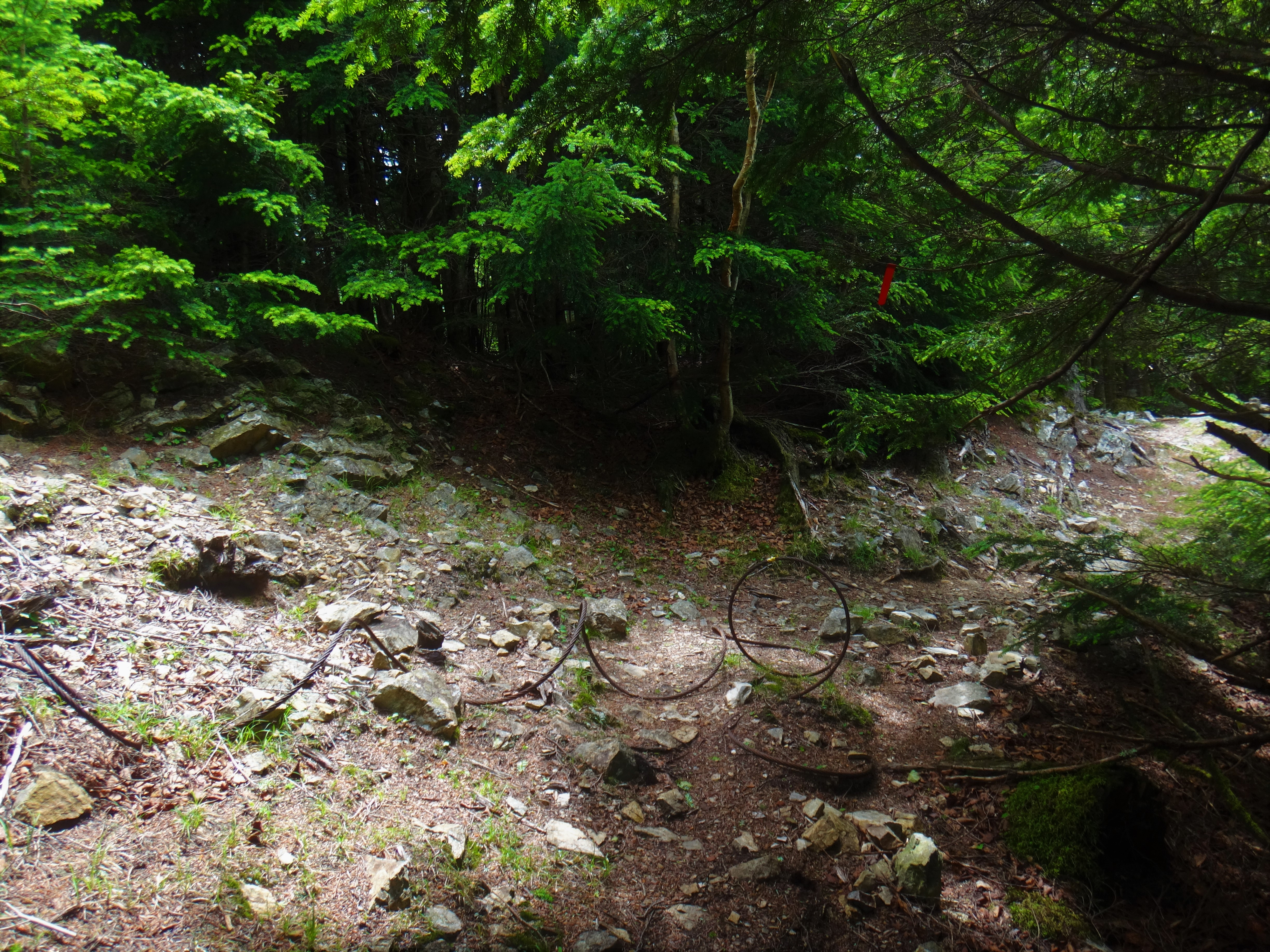
伐採用のワイヤー跡
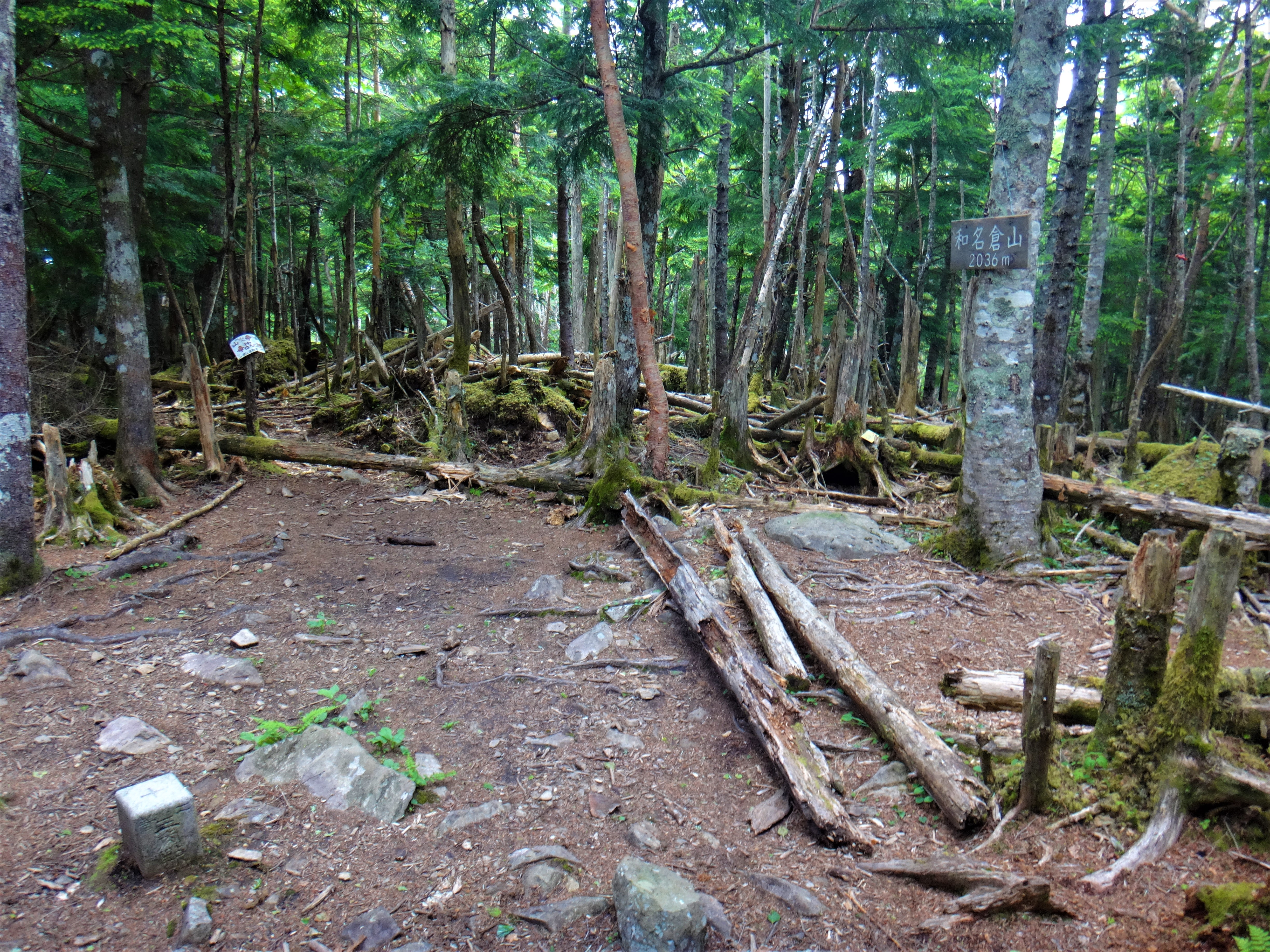
和名倉山山頂

## 周辺の山小屋
- 将監小屋
- 仁田小屋(NPOの森林管理用であり、一般登山者は利用できない）

## 隣接する山
- 東仙波
- 雲取山
- 笠取山
- 唐松尾山